# Itchycoo
Itchycoo ist eine schwedische Pop-Rock-Band, die aus der Sängerin Mia Bergström und dem Gitarristen Tobias Gustavsson besteht. Bei Liveauftritten sind noch weitere Musiker dabei. Die Typographie des Bandnamens ist seit dem Wechsel zum Label Valicon iTCHYCOO.

## Bandgeschichte
Bergström und Gustavsson hatten sich auf der Musical-Akademie (Academy of Music and Drama) in Göteborg kennengelernt, sich nach dem Abschluss aber aus den Augen verloren. Nach einiger Zeit trafen sie sich bei Auftritten mit ihren jeweiligen damaligen Bands in einer Göteborger Bar mit dem Namen Itchycoo wieder. Da beide mit ihren Bands unzufrieden waren, andererseits aber die Fortschritte des jeweils anderen seit dem Besuch der Akademie bemerkten und viele Gemeinsamkeiten feststellten, beschlossen sie, gemeinsam Musik zu machen.
Für ihr erstes Album arbeiteten sie an eigenen Songs, unterstützt durch das schwedische Songwriterteam Epicentre und von den Produzenten Guy Roche, Peter Kvint und Douglas Carr. Aufgenommen wurden die Lieder in Stockholm und in Los Angeles. Im September 2003 erschien ihr erstes Album mit dem Titel Itchycoo unter dem Label Virgin Music, EMI. Zuvor erschienen im Mai und August 2003 die Singles Lovetrain und Killer Bee.
Das zweite Album kommt im Jahr 2007 heraus, aufgenommen in Stockholm und Philadelphia bei Eric Bazilian, der Sänger, Songwriter und Musiker bei der Rockband The Hooters ist. Produziert wurde es von Valicon Music in Berlin.
Einem größeren Publikum wurden sie in Deutschland durch das SWR3-New-Pop-Festival 2003 bekannt, wo sie als Newcomer gefeiert wurden und den Publikumspreis für die beliebteste Band, A-ward, verliehen bekamen. Zuletzt waren Itchycoo in Deutschland im Mai 2006 bei zwei Liveauftritten zu erleben, als Special Guest bei Rivo Drei.

## Diskografie

### Singles
- 2003: Lovetrain
- 2003: Killer Bee
- 2003: Don't Let Yourself Down
- 2004: Super Mega Nova

### Alben
- 2003: ITCHYCOO (Label: Virgin Music)